# Keppel Ltd.
Die Keppel Limited (ehemals Keppel Corporation Limited) ist ein Unternehmen mit Sitz in Singapur, das auf die 1968 gegründete Werft Keppel Shipyard zurückgeht.
Die Keppel Limited war ein Mischkonzern. Heute bezeichnet man sich selbst als „globalen Asset Manager und Operator“. Im Unternehmen sind rund 17.200 Mitarbeiter beschäftigt (Stand: 2022). Das Unternehmen ist unter anderem in den Bereichen Immobilien- und Bauwesen tätig. Des Weiteren betreibt es Werften und ist in der Telekommunikation sowie im Energiesektor engagiert. Das Unternehmen ist im Straits Times Index an der Singapore Exchange gelistet.
Keppel Corp. ist einer der weltweit größten Hersteller von Bohrplattformen für Erdöl.

## Geschichte

### 1900–1980 Keppel Shipyard
Der Name stammt vom britischen Schiffskapitän Henry Keppel, dem zu Ehren der Hafen benannt wurde, welchen er 1848 in Tanjong Pagar entdeckte. Vor der Umbenennung war der Hafen als „New Harbour“ bekannt.
1968 gründete die Temasek Holdings die Keppel Corporation, um den Hafen nach dem Rückzug der Britischen Royal Navy zu bewirtschaften.

### 1990–1999 Expansion ins Bankgeschäft
1990 kauft Keppel die Asia Commercial Bank.
1997 übernahm Keppel die Tat Lee Bank und erweiterte ihr Produktportfolio um Bankdienstleistungen.

### 2001-heute
Im November 2023 kündigte Keppel die Akquisition des europäischen Immobilienverwalters Aermont Capital an. Die Übernahme verläuft in zwei Tranchen bis ins Jahr 2028.
2023 verkaufte Keppel seine „Offshore & Marine“ Division für 3,34 Mrd. $ an Sembcorp Marine.
Am 1. Januar 2024 benannte sich die Firma in Keppel Limited um.

## Geschäftsbereiche heute
Keppel gliedert sich selbst in drei Bereiche (Plattformen), welche in den Branchen Immobilien, Infrastruktur und Konnektivität tätig sind:

### Fondsmanagement Plattform (Fondsmanagement für dritte)
Private Fonds: Keppel Fund Management, Keppel Capital Alternative Asset, Keppel Credit Fund Management
Gelistete REITS & Business Trust Managers: Keppel Infrastructure Fund Management, Keppel REIT Management, Keppel Pacific Oak US REIT Management, Prime US Reit Management und Keppel DC REIT Management